# Třebušice
Třebušice (německy Triebschitz) jsou zaniklá vesnice v okrese Most v Ústeckém kraji. Nacházely se zhruba pět kilometrů severozápadně od centra Mostu za kopcem Ressl v nadmořské výšce 243 metrů. Vesnice byla zbořena kvůli těžbě hnědého uhlí a při výstavbě ethylenovodu pro Chemické závody Litvínov v letech 1978–1980.
Třebušice se nacházely ve stejnojmenném katastrálním území o výměře 563 ha, které se po zániku vesnice stalo jedním z katastrálních území části Komořany města Mostu. Název zaniklé vsi je zachován také v názvu železniční stanice Třebušice na železniční trati Ústí nad Labem – Chomutov a mimoúrovňové křižovatky na silnici I/13.

## Název
Název vesnice je odvozen ze jména Třebucha ve významu ves lidí Třebuchových. V historických pramenech se jméno vesnice objevuje ve tvarech in Trzeboczicz (1391), w Trzebusycziech (1507), Trzebusycze nebo Trypssicz (1585), Tribschitz (1787) nebo Triebschitz (1846).

## Historie

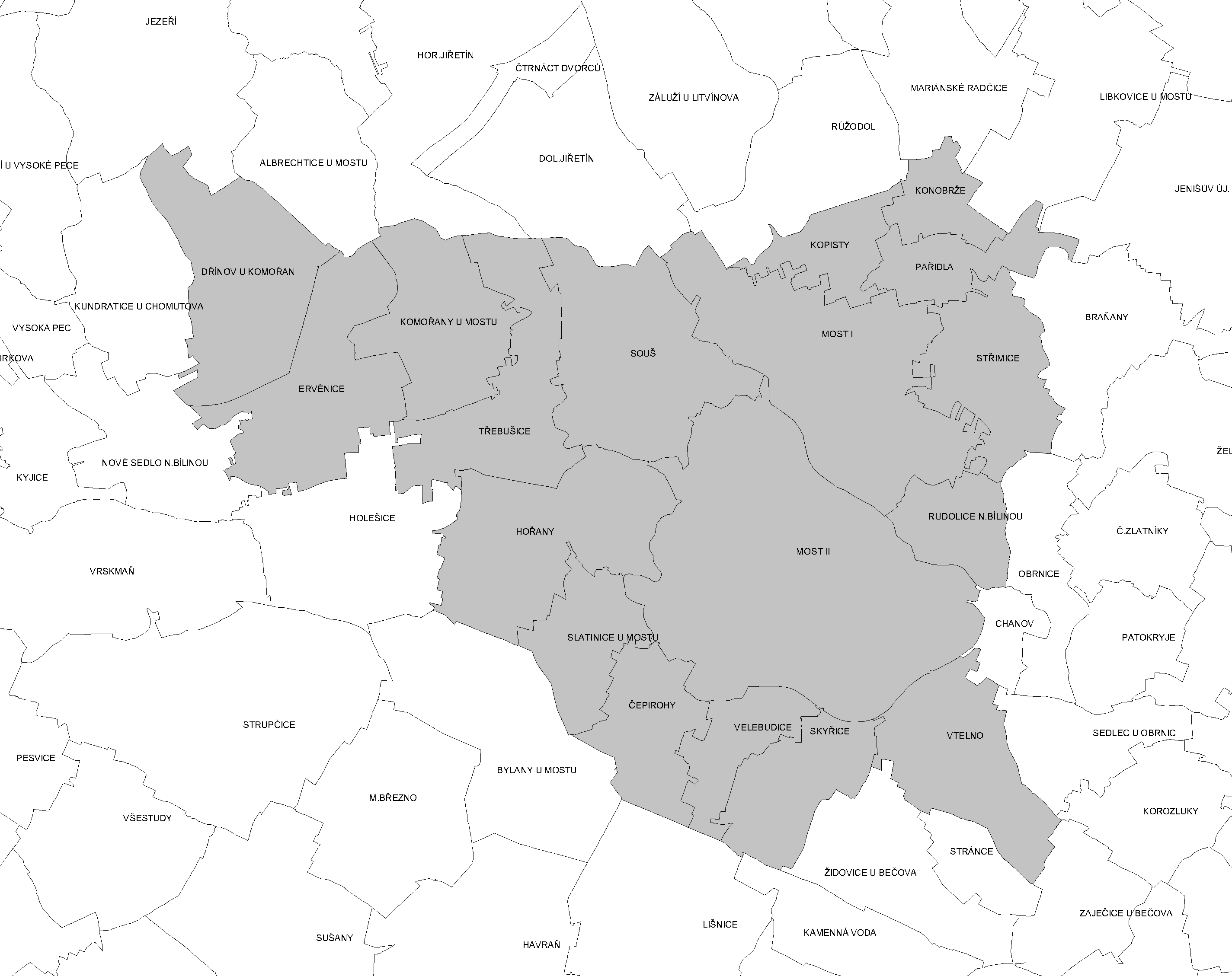
Katastrální území Mostu

První písemná zmínka o vesnici pochází z roku 1319. Majitelé vsi ve 14. století nejsou známi. V roce 1505 získalo Třebušice spolu se vsí Souš město Most. Město obě vsi vzápětí v roce 1507 prodalo Janu z Veitmile, který byl pánem na mosteckém hradu a staly se tak součástí hradního panství. V roce 1895 Třebušice získalo opět město Most, když koupilo od císaře Rudolfa II. hrad i se vším příslušenstvím. V majetku města zůstaly Třebušice do roku 1690, kdy je získali Lobkovicové. Ti obec připojili ke svému panství Nové Sedlo–Jezeří. Ovšem už v roce 1713 se Třebušice dostaly opět do majetku města Mostu a byly začleněny do městského panství Kopisty, kam patřily až do zániku feudalismu v roce 1848. Třebušice se staly osadou obce Souš a až v roce 1895 získaly samostatnost.
V roce 1767 se poprvé zmiňuje v Třebušicích kaple Obětování Panny Marie, která byla v roce 1822 obnovena a roku 1882 zvětšena.
Obyvatelstvo Třebušic se původně živilo rybolovem v Komořanském jezeře, chovem dobytka a zemědělstvím. Berní rula z roku 1654 udává pěstování pšenice a žita a také malé chmelnice a vinice. Z roku 1811 pochází první zpráva o dolování uhlí nedaleko Třebušic. Velký rozvoj těžby uhlí ovšem nastal až ve druhé polovině 19. století, kdy na katastru obce byly otevřeny doly Saxonia I (1879) a Saxonia II (1890).
Za druhé světové války vznikly v okolí Třebušic tábory pro válečné zajatce a zahraniční dělníky, kteří sem byli nasazeni na nucené práce do dolů a na výstavbu chemických závodů.
Třebušice byly zlikvidovány v letech 1978–1980 při rozšíření těžby uhlí a kvůli výstavbě ethylenovodu pro provoz Petrochemie v rámci podniku Chemické závody Litvínov.

## Obyvatelstvo
Při sčítání lidu v roce 1921 ve vsi žilo 1 624 obyvatel (z toho 816 mužů), z nichž bylo 862 Čechoslováků, 737 Němců, šest příslušníků jiné národnosti a devatenáct cizinců. Většina se hlásila k římskokatolické církvi, 21 lidí k církvím evangelickým, dva k církvi československé a 694 jich bylo bez  vyznání. Podle sčítání lidu z roku 1930 měla vesnice 1 652 obyvatel: 916 Čechoslováků, 694 Němců, dva Židy a čtyřicet cizinců. Nejpočetněji byli zastoupeni římští katolíci (895), po nich lidé bez vyznání (697) a ostatní církve měly menší počet věřících: 21 evengelíci, 29 církev československá, osm ostatní nezjišťované církve a dva lidé se hlásili k církvi izraelské.
|           | 1869 | 1880 | 1890 | 1900  | 1910  | 1921  | 1930  | 1950  | 1961  | 1970 | 1980 |
| --------- | ---- | ---- | ---- | ----- | ----- | ----- | ----- | ----- | ----- | ---- | ---- |
| Obyvatelé | 253  | 477  | 920  | 1 364 | 1 625 | 1 624 | 1 652 | 1 340 | 1 014 | 768  | 14   |
| Domy      | 45   | 55   | 67   | 87    | 105   | 111   | 139   | 147   | 121   | 113  | .    |